# Jump Ultimate Stars
Jump Ultimate Stars (ジャンプアルティメットスターズ?) es la secuela del videojuego de lucha Jump Super Stars, lanzado en Japón el 23 de noviembre de 2006.
Jump Ultimate Stars cuenta con 305 personajes (56 de ellos son jugables) de 41 mangas publicados en Shonen Jump, a diferencia de 60 personajes (34 jugables) de 27 mangas de la precuela. Hikaru no Go y Mr. Fullswing son retiradas en este juego (Steel Ball Run no cuenta debido a una revisión de arcos argumentales de JoJo's Bizarre Adventure durante el lanzamiento en ambos juegos).

## Características
Gran parte de la jugabilidad se basa en los Koma (paneles en japonés, referido a los paneles del manga) que representa a los personajes para crear mazos en ranuras de 4 X 5 cuadros. Los personajes cambian de forma de cuadros y aparecen desde 1 hasta 8 cuadros. Los personajes se dividen en 3 categorías: Atacantes, Soporte y Ayuda. Debe tener uno de cada tipo y asignar a un líder para que el mazo sea jugable. Los personajes atacantes usan 4 a 8 cuadros que representan a personajes jugables. Los de soporte usan 2 o 3 cuadros y son llamados para atacar, recuperar o causar estados. Los de ayuda mejoran a los atacantes, si son puestas a su lado.
Se confirma la novedad que todo poseedor de Nintendo DS deseaba, la opción Wi-Fi estuvo disponible aunque también se tendría que mencionar que a finales de 2014 los servidores oficiales fueron apagados lo cual hace limitada esta función.
Además, se introdujo 6 tipos de gemas, que son el dinero del juego, que son usados para comprar funciones o Komas. Todos los personajes empiezan con un Koma y se divide en 3 ramas para comprar. Las ranuras superiores generalmente son soportes, las ranuras centrales generalmente son atacantes y las ranuras inferiores generalmente contienen funciones, como escenarios, BGM, ayudantes (que dan explicación a varias opciones de interfaz), o nuevas ramificaciones para los personajes existentes.

### Batalla
En la secuela se puede apreciar el mismo estilo gráfico del primer título que sería un juego parecido al ya famoso Super Smash Bros pero con un estilo en 2D y presentados en páginas de manga y sin ningún cambio en los efectos de sonido, ya que en el pasado solo se escuchaba el sonido del impacto o del ataque sin incluir las voces del anime, un gran detalle ya que muchas de las series que se muestran no han sido animadas por lo cual se quedarían cortos en el momento de incluir las voces. Ciertas partes de las páginas pueden destruirse. Los personajes jugables son eliminados si su barra de vida cae a 0 o si sale del escenario.

## Series presentadas
Notas
- LV: nivel o N.º de cuadros. Se organiza por LV 1 (Ayuda), 2 y 3 (Soporte) y 4 o + (Atacante).
- Personajes al lado de N.º de LV corresponde a atacantes mejorados.
- Series marcadas en * aparecen en este juego.

| Manga                                                  | Atacantes | Soporte | Ayuda                                                                                             |
| ------------------------------------------------------ | --- | --- | ------------------------------------------------------------------------------------------------- |
| Black Cat                                              | - Eve - Train Heartnet | - Sven Vollfied | - Minatsuki Saya - Kirisaki Kyoko                                                                 |
| Bleach                                                 | - Ichigo Kurosaki - LV 7+: Ichigo (Bankai) - Rukia Kuchiki - Renji Abarai - LV 6: Renji (Bankai) - Tōshirō Hitsugaya - LV 6: Tōshirō (Bankai)                                                                     | - Uryū Ishida - Chad - Orihime Inoue - Yoruichi Shihōin - Kon - Byakuya Kuchiki - Sōsuke Aizen                                                                                                  | - Zangetsu - Isshin Kurosaki - Tatsuki Arisawa - Kisuke Urahara - Tōsen Kaname - Gin Ichimaru     |
| Bobobo-bo Bo-bobo                                      | - Bobobo-bo Bo-bobo - LV 7: Shinsetsu Bo-bobo - Don-Patch - LV 7: Super Patch | - Tokoro Tennosuke - Heppokomaru - Beauty - Gaoh | - Hatenkō - Softon - Chica Torpedo - Dengakuman - Destapeman - Minipatch                          |
| Busō Renkin                                            | - Kazuki Mutō | (No hay) | - Papillon - Captain Bravo - Tokiko Tsumura                                                       |
| Capitán Tsubasa*                                       | (No hay) | - Tsubasa Ōzora/Combo dorado - Genzō Wakabayashi - Kojirō Hyūga | - Roberto Hongō - Sanae Nakasawa                                                                  |
| Cobra*                                                 | (No hay) | - Cobra - Crystal Boy - Lady | (No hay)                                                                                          |
| D.Gray-man                                             | - Allen Walker - Lenalee Lee | - Lavi - Yū Kanda - Arystar Krory | - Reever Wenhamm - Komui Lee - Miranda Lotto - Cross Marian                                       |
| Death Note                                             | (No hay) | - Light Yagami & Ryuk - L - Misa Amane & Rem - Near - Mello & Shidoh | (No hay)                                                                                          |
| Dr. Slump                                              | - Arale Norimaki - Dr. Mashirito - LV 8: Caramelman J | - Gatchan - Unchi-kun | - Senbei Norimaki - Midori Norimaki - Obotchaman                                                  |
| Dragon Ball                                            | - Son Goku - LV 6: Supersaiyajin - LV 7: Supersaiyajin 3 - LV 8: Vegetto - Vegeta - LV 5+: Supersaiyajin - Son Gohan Supersaiyajin - LV 5: Supersaiyajin 2 - Gotenks/Supersaiyajin - Piccolo - Freeza - Majin Boo | - Krilin - Trunks | - Kame Sen'nin - Bulma - Kaiō Sama - Mr. Satán                                                    |
| Dragon Ball                                            | Personajes eliminados: Son Goten, Kami, Nail y Dende. | |                                                                                                   |
| Eyeshield 21                                           | (No hay) | - Sena Kobayakawa - Yōichi Hiruma - Ryōkan Kurita - Monta - Musashi - Los hermanos Ha-Ha (Anteriormente eran 2 personajes separados) - Seijurō Shin - Devilbat - Cerbero                        | - Mamori - Suzuna - Komusubi - Haruto Sakuraba - Natsuhiko Taki - Doburoku - Yukimitsu - Ishimaru |
| Gintama                                                | - Gintoki Sakata - Kagura | - Shinpachi Shimura - Kotaro Katsura/Katsura & Elisabeth - Sat-chan - Isao Kondo - Tōshirō Hijikata - Sōgo Okita                                                                                | - Otose - Otae - Taizo Hasegawa - Sagaru Yamazaki - Sadaharu                                      |
| El Puño de la Estrella del Norte*                      | - Kenshirō - Raō | - Toki - Rei | - Yuria - Bat - Rin                                                                               |
| Hōshin Engi*                                           | - Taikōbō | - So Dakki | - Ō Tenkun - Sūpūshan                                                                             |
| Hunter × Hunter                                        | - Gon Freecss - Killua Zaoldyeck | - Kurapika - Hysoka - Quwrof Wrlccywrlir | - Leorio - Biscuit Krueger                                                                        |
| I''s*                                                  | (No hay) | - Iori Yoshizuki - Itsuki Akiba | - Ichitaka Seto - Izumi Isozaki                                                                   |
| Ichigo 100%                                            | (No hay) | - Aya Tōjō - Tsukasa Nishino - Satsuki Kitaōji - Yui Minamito | - Misuzu Sotomura - Junpei Manaka - Hiroshi Sotomura                                              |
| Nube El Maestro del Infierno*                          | (No hay) | - Nube (Meisuke Nueno) - Yukime | - Hiroshi Tateno - Kyoko Ibana                                                                    |
| JoJo's Bizarre Adventure                               | - Jotaro Kujo - Dio Brando | - Jonathan Joestar - Joseph Joestar - Jōsuke Higashikata - Giorno Giovana - Jolyne Kūjō - Gyro Zeppeli                                                                                          | - Rohan Kishibe - Johnny Joestar                                                                  |
| Jungle King Tar-chan*                                  | (No hay) | - Tar-chan | - Jane - Etekichi - Anabebe                                                                       |
| Katekyō Hitman Reborn!                                 | - Tsuna Sawada & Reborn | - Lambo - Takeshi Yamamoto - Hayato Gokudera - Bianchi - I-pin - Kyōya Hibari | - Kyōko Sasagawa - Haru Miura - Leon                                                              |
| Kinnikuman*                                            | - Kinnikuman | - Terryman - Robin Mask - Warsman - Ramenman/Mongolman - Brocken Jr - Buffaloman - Ashuraman | - Meat-kun - Kinniku-Daiō                                                                         |
| Kochira Katsushika-ku Kameari Kōen Mae Hashutsujo      | - Kankichi Ryotsu | - Daijirō Ōhara - Keiichi Nakagawa - Reiko Catherine Akimoto - Hayato Honda - Neruo Higurashi - Volvo Saigō - Tatsunosuke Sakonji - Kaipan Deka/Tokushu Deka                                    | - Matoi Gigboshi - Maria - Yōichi Terai - Haya Isowashi - Lemon Giboshi - Haru Mido               |
| Majin Tantei Nōgami Neuro*                             | - Neuro Nougami & Yako Katsuragi | (No hay) | - Akane-Chan - Eiji Sasatzuka' - X(Sai)                                                           |
| Midori no Makibaō*                                     | (No hay) | - Makibaō - Cascade | - Chūbei                                                                                          |
| Muhyo and Roji's Bureau of Supernatural Investigation* | - Muhyo | - Roji - Enchu - Yoichi - Biko | - Nana - Page                                                                                     |
| Naruto                                                 | - Naruto Uzumaki - LV 7+: Naruto Kyūbi - Sasuke Uchiha - Sakura Haruno - Kakashi Hatake - LV 6: Kakashi (Kamui)                                                                                                   | - Gaara | - Jiraya - Tsunade - Sai - Orochimaru                                                             |
| Naruto                                                 | Personajes eliminados: Rock Lee, Neji Hyuuga, Hinata Hyuuga y Shikamaru Nara. | |                                                                                                   |
| Ninku*                                                 | - Nekonin no Fūsuke | (No hay) | - Pochi - Hiroyuki                                                                                |
| One Piece                                              | - Monkey D. Luffy - LV 7+: Luffy (Gear 2 y Gear 3) - Roronoa Zoro - Nami - LV 6: Nami (Perfect Climat Tact) - Sanji - Nico Robin - Franky                                                                         | - Usopp (Sogeking) - Tony Tony Chopper | - Shanks - Kiwi & Mozu                                                                            |
| Pyū to fuku! Jaguar                                    | - Jaguar | - Piyohiko - Hammer - Hammy | - Tanaka Shirakawa - Hamejirō - Bogy                                                              |
| Rokudenashi Blues*                                     | (No hay) | - Taison Maeda | - Katsuji Yamashita - Yoneji Sawamura - Chiaki Nanase - Masahiko Kondo                            |
| Rurouni Kenshin                                        | - Himura Kenshin | - Sagara Sanosuke - Saitō Hajime - Yahiko Myōjin - Makoto Shishio | - Kamiya Kaoru - Hiko Seijūrō                                                                     |
| Saint Seiya*                                           | - Seiya - LV 8: Armadura dorada de Sagitario | - Shiryū - Hyōga - Shun - Ikki | - Atenea - Mu                                                                                     |
| Sakigake!! Otokojuku*                                  | - Heihachi Edajima - Momotarō Tsurugi | - Jaki Daigōin - Omito Date - Hien - J | - Genji Togashi - Ryūji Toramaru - Raiden - Wang Ta Ren                                           |
| Shaman King                                            | - Yoh Asakura - LV 6: Yoh (Byakō) - Anna Kyōyama | - Hao Asakura | - Len Tao - HoroHoro - Manta - Amidamaru - Chocolove McDonnell                                    |
| Slam Dunk                                              | (No hay) | - Hanamichi Sakuragi - Kaede Rukawa - Takenori Akagi - Hisashi Mitsui - Ryōta Miyagi | - Haruko Akagi - Mitsuyoshi Anzai                                                                 |
| Taizō Motte King Saga*                                 | (No hay) | - Taizō Momote - Spin | - Aisu                                                                                            |
| Tottemo! Luckyman*                                     | (No hay) | - Luckyman - S Starman | - Dorokuman                                                                                       |
| The Prince of Tennis                                   | (No hay) | - Ryōma Echizen - Kunimitsu Tezuka - Shusuke Fuji - Shuichiro Oishi y Eiji Kikumaru (fusionados en uno solo) - Takeshi Momoshiro - Kaoru Kaidō - Takashi Kawamura - Sadaharu Inui - Keigo Atobe | (No hay)                                                                                          |
| Yu-Gi-Oh!                                              | - Yūgi Mutō | - Seto Kaiba | - Katsuya Jounouchi - Hiroto Honda - Anzu Mazaki                                                  |
| Yū Yū Hakusho                                          | - Yūsuke Urameshi - Kurama - Hiei | - Kuwabara | - Genkai - Botan                                                                                  |